# Marcel Achard
Marcel Achard (Sainte-Foy-lès-Lyon, 1899. július 5. – Párizs, 1974. szeptember 4.) francia drámaíró és forgatókönyvíró, a Francia Akadémia tagja.

## Élete
Marcel-Auguste Ferréol néven, Jean Ferréol és Augustine Blanc fiaként született Sainte-Foylès-Lyonban (Rhône), 1899. július 5-én. Születésének körülményei bizonytalanok és szokatlanok. Egy ponton Achard tényként kijelentette, hogy „A pápa és a köztársasági elnök külön felhatalmazásának köszönhetően születtem: apám nővére lányát vette feleségül, így a nagyapám egyúttal dédapám; apám, nagybátyám; és az anyám az unokatestvérem." Tinédzserként az első világháború alatt elemi iskolai tanító lett. 20 évesen a híres párizsi Théâtre du Vieux-Colombier súgója, majd a Le Figaro újságírója volt. A Lyoni Egyetemen tanult. Főleg Marc Allégret rendezőnek írt forgatókönyveket. Színdarabot 22 évesen kezdett el írni és azonnali sikert aratott, amikor Charles Dullin színházi menedzser bemutatta Voulez-vous jouer avec moi?-ját az Atelier-ben. Gyorsan nagyon népszerű drámaíró lett, műveinek többsége a commedia dell’arte hagyományaiból származik. Bár gyakran kritizálták legnépszerűbb művei álmodozó, romantikus hangulata miatt, ő tágította ezeket a határokat. Ádám című drámája egy homoszexuális férfi életének ellentmondásos és valósághű bemutatásaként, a darab a maga idejében botrányos volt, az utóbbi időben gyakran felújítják, és erőteljes leleplezésnek tekintik. Az 1962-es L'Idiote című vígjátékát a Blake Edwards–Peter Sellers páros A Shot in the Dark című filmjeként vitték vászonra. Achard több darabot is készített a Broadway számára, bár csak kettő (az I Know My Love és a Shot in the Dark, SN Behrman és Harry Kurnitz által adaptált) volt sláger. Dramaturgi pályafutása során Achard forgatókönyveket írt és filmekben is szerepelt. Legismertebb forgatókönyve valószínűleg a Mayerling 1936-os verziójához készült. Bár más rendezőkkel együttműködve rendezett néhányat, 1949-ben sikeresen megrendezte első önálló filmjét, a La Valse de Paris-t, Jacques Offenbach életrajzát. 1955 és 1966 között a Cannes-i fesztivál zsűritagja, 1958-ban a cannes-i és a Velencei Nemzetközi Filmfesztivál zsűrielnöke volt. 1960-ban az Académie française-be is beválasztották.
Párizsban, 1974. szeptember 4-én cukorbetegségben halt meg. Felesége, Lily túlélte őt.

## Színdarabjai
- 1923: Voulez-vous jouer avec moi?
- 1924: Marlborough s'en va-t-en guerre (cím az azonos nevű népdal után)
- 1925: La femme silencieuse
- 1926: Je ne vous aime pas
- 1928: Je vous aime
- 1929: Jean de la Lune
- 1930: La belle marinière (Az élet szép)
- 1932: Dominó
- 1934: Pétrus
- 1936: Noix de coco
- 1938: Le corsaire
- 1939: Ádám
- 1946: Aupres de ma blonde
- 1947: Nous irons à Valparaiso
- 1951: Le Moulin de la Galette
- 1953: Les Compagnons de la Marjolaine
- 1954: Patate (Kebelbarátom)
- 1960: L'Idiote (Felügyelő életveszélyben)
- 1962: Turlututu
- 1964: Machin Chouette
- 1968: Gugusse
- 1973: La Debauche

### Magyarországi bemutatók
- A bolond lány 2015. október 9.
- A bolond lány 2010. október 16.
- Dominó 2008. január 9.
- A bolond lány 2001. október 13.

### Forgatókönyv
- 1929: The Alibi
- 1931: Mistigri
- 1931: Jean de la Lune
- 1936: Mayerling (96')
- 1937: Gribouille (Jan Lustiggal) Különös Viktor úr (francia krimi, 113')
- 1937: Alibi (francia krimi, 85')
- 1942: Félicie Nanteuil (Curt Alexanderrel és Charles de Peyret-Chappuis-vel) Csereházasság (francia filmdráma, 92')
- 1946: Pétrus
- 1949: La Valse de Paris (francia–olasz zenés film, 100', rendező is)
- 1953: Madame de … (Max Ophülsszel) (francia–olasz filmdráma, 100')
- 1953: Mamsell Nitouche (Jean Aurenche-sel) Delirio (francia–olasz vígjáték, 100')
- 1957: Que les hommes sont bêtes (Roger Richebe-bel és François Boyer-vel)
- 1958: La Femme et le pantin (Albert Valentinnel és Jean Aurenche-sel) Az asszony és a báb (francia–olasz romantikus dráma, 100')
- 1980: A bolond lány (magyar tévéfilm, 85')

### Irodalmi alapok
- 1931: Jean de la Lune
- 1940: The Lady in Question (USA filmdráma, 80')
- 1964: Lövés a sötétben (A Shot in the Dark; L'Idiote, 102')
- 1964: Monsieur Cheats (Patate)

## Fordítás
Ez a szócikk részben vagy egészben  a   Marcel Achard című német Wikipédia-szócikk ezen változatának fordításán alapul.  Az eredeti cikk szerkesztőit annak laptörténete sorolja fel. Ez a jelzés csupán a megfogalmazás eredetét és a szerzői jogokat jelzi, nem szolgál a cikkben szereplő információk forrásmegjelöléseként.